# Àguila de Sulawesi
L'àguila de Sulawesi (Nisaetus lanceolatus) és una espècie d'ocell de la família dels accipítrids (Accipitridae). Habita boscos i sabanes de Sulawesi i altres illes properes. El seu estat de conservació es considera de risc mínim.